# Sant Bertomiu de Colombièr
Saint-Barthélemy-le-Plain és un municipi francès situat al departament de l'Ardecha i a la regió d'Alvèrnia-Roine-Alps. L'any 2007 tenia 752 habitants.

## Demografia

### Població
El 2007 la població de fet de Saint-Barthélemy-le-Plain era de 752 persones. Hi havia 288 famílies de les quals 72 eren unipersonals (40 homes vivint sols i 32 dones vivint soles), 92 parelles sense fills, 104 parelles amb fills i 20 famílies monoparentals amb fills.
La població ha evolucionat segons el següent gràfic:
Habitants censats

### Habitatges
El 2007 hi havia 392 habitatges, 296 eren l'habitatge principal de la família, 55 eren segones residències i 40 estaven desocupats. 356 eren cases i 34 eren apartaments. Dels 296 habitatges principals, 237 estaven ocupats pels seus propietaris, 54 estaven llogats i ocupats pels llogaters i 5 estaven cedits a títol gratuït; 2 tenien una cambra, 23 en tenien dues, 47 en tenien tres, 100 en tenien quatre i 124 en tenien cinc o més. 207 habitatges disposaven pel capbaix d'una plaça de pàrquing. A 131 habitatges hi havia un automòbil i a 134 n'hi havia dos o més.

### Piràmide de població
La piràmide de població per edats i sexe el 2009 era:
| Homes | Edats   | Dones |
| ----- | ------- | ----- |
| 0     | 95 o +  | 0     |
| 0     | 90 a 94 | 4     |
| 0     | 85 a 89 | 12    |
| 0     | 80 a 84 | 0     |
| 8     | 75 a 79 | 12    |
| 16    | 70 a 74 | 12    |
| 12    | 65 a 69 | 12    |
| 24    | 60 a 64 | 28    |
| 16    | 55 a 59 | 20    |
| 24    | 50 a 54 | 8     |
| 28    | 45 a 49 | 24    |
| 36    | 40 a 44 | 12    |
| 16    | 35 a 39 | 32    |
| 24    | 30 a 34 | 24    |
| 16    | 25 a 29 | 16    |
| 8     | 20 a 24 | 16    |
| 24    | 15 a 19 | 8     |
| 24    | 10 a 14 | 24    |
| 32    | 5 a 9   | 16    |
| 24    | 0 a 4   | 24    |

## Economia
El 2007 la població en edat de treballar era de 481 persones, 352 eren actives i 129 eren inactives. De les 352 persones actives 329 estaven ocupades (188 homes i 141 dones) i 23 estaven aturades (9 homes i 14 dones). De les 129 persones inactives 49 estaven jubilades, 40 estaven estudiant i 40 estaven classificades com a «altres inactius».

### Ingressos
El 2009 a Saint-Barthélemy-le-Plain hi havia 289 unitats fiscals que integraven 763,5 persones, la mediana anual d'ingressos fiscals per persona era de 15.417 €.

### Activitats econòmiques
Dels 28 establiments que hi havia el 2007, 1 era d'una empresa extractiva, 1 d'una empresa alimentària, 1 d'una empresa de fabricació d'elements pel transport, 1 d'una empresa de fabricació d'altres productes industrials, 8 d'empreses de construcció, 2 d'empreses de comerç i reparació d'automòbils, 2 d'empreses de transport, 3 d'empreses d'hostatgeria i restauració, 2 d'empreses immobiliàries, 6 d'empreses de serveis i 1 d'una empresa classificada com a «altres activitats de serveis».
Dels 9 establiments de servei als particulars que hi havia el 2009, 1 era un paleta, 2 guixaires pintors, 1 fusteria, 1 lampisteria, 1 perruqueria, 2 restaurants i 1 agència immobiliària.
L'únic establiment comercial que hi havia el 2009 era una fleca.
L'any 2000 a Saint-Barthélemy-le-Plain hi havia 53 explotacions agrícoles que ocupaven un total de 759 hectàrees.

## Equipaments sanitaris i escolars
El 2009 hi havia una escola elemental.

## Poblacions més properes
El següent diagrama mostra les poblacions més properes.